# Felice (vescovo di Belluno)
Felice (VI secolo) è stato un vescovo italiano.

## Biografia
Fu uno dei primi vescovi di Belluno e probabilmente ne fece edificare la prima cattedrale. Secondo la tradizione il prelato, perseguitato dai Longobardi, sarebbe morto in esilio. Nel 1762, nella chiesetta di Valdenere (tra Bolago e Barp), se ne sarebbe trovato il sarcofago, poi nuovamente perduto, recante la scritta "Felix ep(iscopu)s".